# Ilse Salas
Ilse Salas (Cidade do México, 26 de agosto de 1981) é uma atriz mexicana. Ela venceu o prêmio de melhor atriz no Festival de Havana em 2018 e foi duas vezes indicada para o Prêmio Ariel por seu papel principal nos filmes Güeros e Las niñas bien.

## Filmografia

### Cinema
| Year | Title                               | Role               | Notes                                                                      |
| ---- | ----------------------------------- | ------------------ | -------------------------------------------------------------------------- |
| 2010 | Hidalgo - A História Jamais Contada | María Vicenta      |                                                                            |
| 2012 | Restos                              | Elena              |                                                                            |
| 2013 | Tercera Llamada                     | papel desconhecido |                                                                            |
| 2014 | Güeros                              | Ana                | Indicada – Prêmio Ariel de Melhor Atriz                                    |
| 2014 | Cantinflas                          | Valentina Ivanova  |                                                                            |
| 2015 | Capgras                             | Laura              | narradora                                                                  |
| 2015 | Saberá o que Fazer Comigo           | Isabel             |                                                                            |
| 2016 | Estás Me Matando Susana             | Andrea             |                                                                            |
| 2016 | Que Pena Tu Vida                    | Sofia              |                                                                            |
| 2018 | Las niñas bien                      | Sofía de Garay     | Melhor Atriz no Festival de Havana Pendente – Prêmio Ariel de Melhor Atriz |

### Televisão
| Ano     | Título                             | Papel                          | Nota(s)                       |
| ------- | ---------------------------------- | ------------------------------ | ----------------------------- |
| 2010    | Locas de amor                      | Sofia Arroyo                   | 25 episódios                  |
| 2010    | Mujeres asesinas                   | Claudiine                      | episódio: "Elena, protectora" |
| 2012    | Capadocia                          | Eugenia Lazcano                | 11 episódios                  |
| 2014    | Dos Lunas                          | Rénee Fàbregas                 | 13 episódios                  |
| 2014–16 | Sr. Ávila                          | Erika Duarte                   | 16 episódios                  |
| 2016    | El hotel de los secretos           | Belén García                   | 65 episódios                  |
| 2017    | Las 13 esposas de Wilson Fernández | Paulina                        | episódio "Paulina"            |
| 2019    | Historia de un Crimen: Colosio     | Diana Laura Riojas de Colosio. | 8 episódios                   |